# زهير الحوراني
زهير الحوراني (ولد 7 يوليو 1970، الأردن) مفكر وناشط إسلامي أردني من عائلة فلسطينية. أسس عددا من الجمعيات الخيرية والدعوية في مخيم البقعة وتنقل بين المدارس الفكرية الإسلامية والقومية والوطنية واستطاع أن يشكل حالة خاصة تجمع بين المنهج الإسلامي والعمل الوطني غير المؤطر. ترشح لمجلس النواب الأردني الرابع عشر سنة 2007.
هو مؤسس ورئيس جمعية الصالحين فرع البقعة التي تعد الناظم للحراك الاجتماعي والسياسي في أهم مناطق مخيم البقعة (أكبر مخيم للاجئين الفلسطينيين في العالم) وهي منطقة القدس.
حيث يشكل مسجد الجمعية والمسمى بمسجد الصالحين محور الارتكاز لسكان هذه المنطقة ولكثير من الناشطين في العمل السياسي والوطني والعمل العام في المحيط.

## تأسيس الجمعية
قام زهير الحوراني بمشاركة عدد من الشخصيات العامة بانشاء فرع الجمعية في مخيم البقعة وذلك في عام 1995 الا أن هذه المحاولة لم تكتمل ولم تستمر .
فعاود المحاولة بعد ذلك بعدة سنوات بتشكيل هيئة عامة جديدة تمثل أطياف متنوعة من الشخصيات العامة في مخيم البقعة لواء عين الباشا في سنة 1999، كان من ضمنهم كمال الباشا وطه الدرباني وجمال الشريف وحسين الغرابات وفؤاد الباشا ومحمد شاكر ومحمد الدرباني وخالد سند وبعدهم أشرف الحوراني وهشام الجبالي وخالد أبو فضة وماجد هديب وخالد أبو عطوة وشخصيات فاضلة أخرى .
وانتخبت الهيئة العامة الاستاذ زهير الحوراني لرئاسة الجمعية .
استطاع خلال فترة رئاسته للجمعية تحقيق العديد من النجاحات والانجازات كان أهمها ما يلي :
- إنشاء مسجد في مخيم البقعة سمي مسجد الصالحين .
- إنشاء مركز للجمعية في منطقة القدس يقدم خدماته لأهالي المخيم تحت اسم مركز القدس القرآني .
- إنشاء فرع للمركز في منطقة المخيم الجديد تحت اسم مركز عمر القرآني .
- افتتاح فرع خاص بالنساء والفتيات قريبا من مركز القدس القرآني في منطقة القدس .
- رعاية العديد من الأيتام والأسر الفقيرة .

### جمعية الصالحين
هي جمعية إسلامية ثقافية تعمل على تدريس وتحفيظ القرآن الكريم ، ونشر الثقافة الإسلامية في المجتمع 
أهدافها
- تحفيظ القرآن الكريم وتعليم احكام التلاوة والتجويد.
- تعليم علوم القرآن وما يتصل به من اللغة العربية.
- توزيع المصاحف الشريف والكتب المتعلقة باحكام التجويد والتلاوة وكتب السيرة والحديث.

نشاطاتها:
توزيع المصحف الشريف وكتب دينية . 
اقامة مسابقات قرآنية و ثقافية .
مسابقات رحلة العمرة و رحلات ترفيهية .
دورات لتحفيظ القرآن .
معارض كتب إسلامية.
إدارة مدرسة خيرية .
رعاية الأيتام والاسر الفقيرة .

### جمعية موظفي ديوان المحاسبة
انتخب موظفو ديوان المحاسبة في الأردن زهير الحوراني رئيسا لجمعيتهم وذلك في سنة 2004 ، واستطاع خلال فترة رئاسته للجمعية تحقيق حلم الأعضاء بتوفير السكن لكل عضو منهم من خلال شراء وتمليك قطعة أرض لكل مشترك في الجمعية ، مما دفع الهيئة العامة للجمعية باعادة انتخابه لدورة رئاسية ثانية في سنة 2006 ، الا انه لم يكمل مدتها بسبب تقدمه باستقالته بغرض خوض الانتخابات النيابية لدخول مجلس النواب الخامس عشر .

## خوضه الإنتخابات
قام بخوض الانتخابات لعضوية البرلمان الأردني كمرشح إسلامي مستقل، وقد حمل شعارا خاصا مبتكرا يطرح لأول مرة في الانتخابات بل وفي الحياة العامة، يدعو فيه مريديه وناخبيه إلى العمل سويا لإصلاح أمورهم المعيشية استنادا إلى المنهج الرباني القادر على ايجاد الحلول الناجحة والجذرية لكل مشاكل بني البشر، فكان شعاره «معا لإصلاح الدنيا بالدين».
لم يوفق زهير الحوراني للفوز في النتخابات النيابة بالرغم من أنه كان منافسا بارزا طوال مراحل الحملات الانتخابية وحصل على 1777 صوت في ظل قانون الصوت الواحد.